# 갈릴레오의 컴퍼스

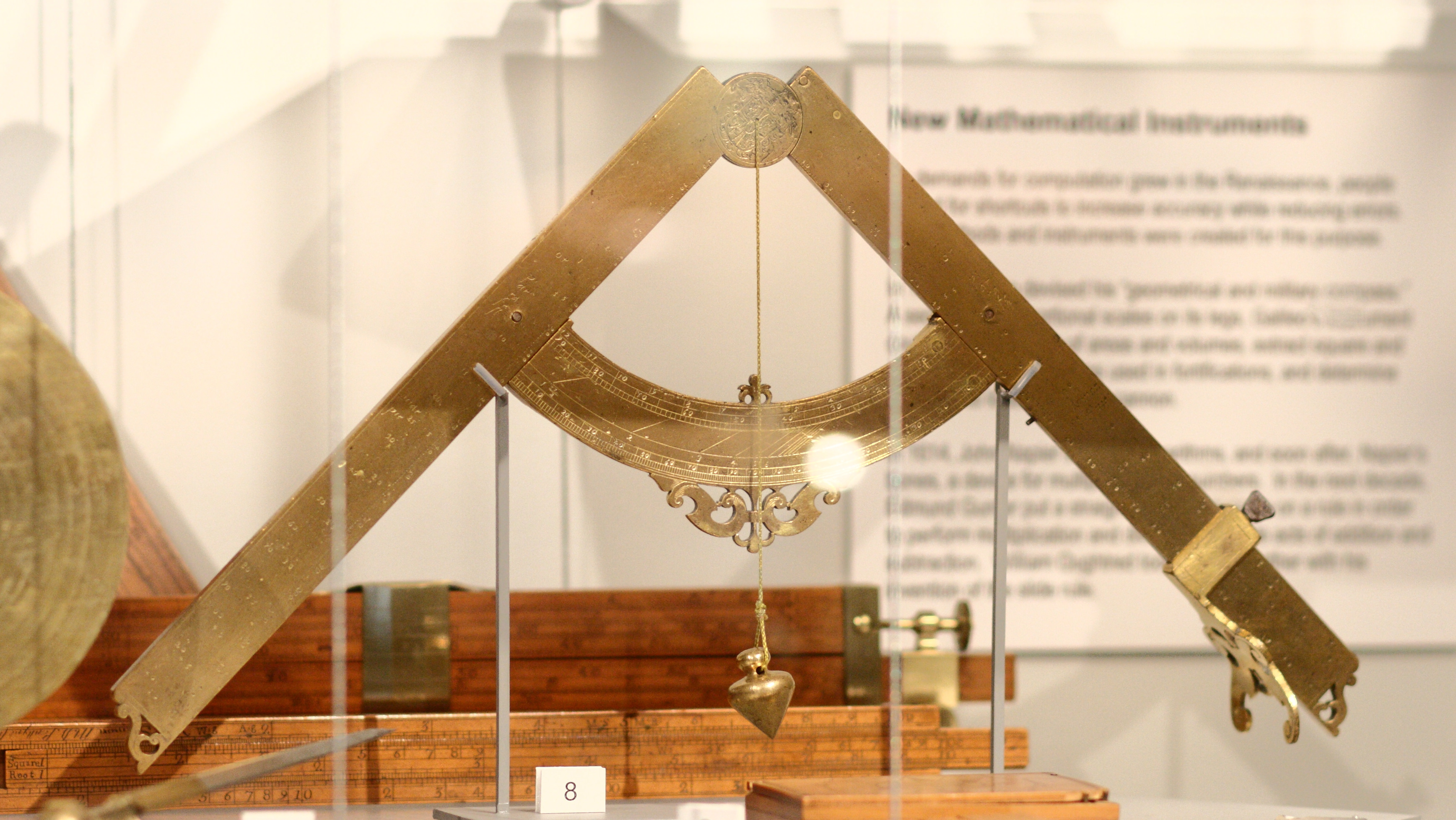
갈릴레오의 컴퍼스

갈릴레오의 컴퍼스(Galileos' compass)는 갈릴레오 갈릴레이가 수학적 계산과 기하학적 계산을 편리하게 할 수 있도록 만든 컴퍼스의 하나이다.

## 역사
갈릴레오의 컴퍼스는 무기술이 발달하면서, 더욱 더 정밀한 수학적 계산을 요하는 르네상스시대때 만들어졌다. 이때 갈릴레오의 컴퍼스와 함께 비례컴퍼스가 발전됐다. 1597년도 파두아에서 발명되었고, 델리 아카데미에서 갈릴레오의 활약과도 관련이 있다. 17, 18세기에 발전되어 오다가 19세기에 와서 비례 컴퍼스는 점차 정밀한 슬라이드 룰러로 대체되었는데, 최근의 컴퓨터가 나올 때까지 여러 공학자, 기하학자와 건축학자들이 사용했다.

## 구성 및 용도
갈릴레오 컴퍼스는 두 개의 서로 맞물려 돌아갈 수 있는 자와 두 자 사이에 연결되어 있는 쿼드란트로 이루어져 있다. 비례선은 총 7개의 종류가 있으며, 쿼드란트는 총 4개의 스케일이 있다. 각각의 비례선은 수리선(The Arithmetic Lines), 기하선(The Geometric Lines), 입방선(The Stereometric Lines), 측정선(The Metallic Lines), 다면체선(The Polygraphic Lines), 다각형선(The Tetragonic Lines), 추가선(The Added Lines)으로 불린다. 각각의 쿼드란트는 차례대로 첫째(first), 둘째(second), 셋째(third), 넷째(fourth) 스케일(scale)이라고 불린다. 이 컴퍼스의 다리에 새겨진 일곱 개의 비례선과 쿼트란드에 표시되어 있는 네 개의 스케일들은 이자율계산, 제곱근과 세제곱근을 계산하고, 면적이나 체적을 구하는 데에까지 다양하다.

### 비례선
- 수리선 : 250개의 같은 부분으로 등분하는 축척으로 덧셈, 뺄셈, 곱셈, 나눗셈을 할 때에 쓰인다.
- 기하선 : 넓이가 각각 1, 2,······,50인 정사각형의 각 변의 길이의 비율을 나타내는 축척으로 컴퍼스의 중심으로부터의 각 점까지의 거리가 1, √2, √3,······, √50과 같다. 주로 제곱근을 구하는 데에 사용된다.

- 입방선 : 부피가 각각 1, 2, ······, 140인 정육면체의 각 모서리의 길이의 비율을 나타내는 축척으로 컴퍼스의 중심으로부터의 각 점까지의 거리가 1,∛2, ∛3,······,∛140과 같다. 주로 세제곱근을 구하는 데에 사용된다.

- 측정선 : 같은 무게를 가지는 금, 납, 은, 구리, 철, 주석, 대리석 등의 서로 다른 금속으로 이루어진 구의 지름의 비율을 나타내는 축척이다. 이 선은 포병들이 미사일의 직경을 계산하는 데에 사용되었다.

- 다면체선 : 변의 길이가 모두 같은 변이 3개인 것부터 15개인 정다각형들의 외접원의 반지름의 비율을 나타내는 축척이다. 이 선을 이용해서 정다각형을 그릴 수 있고 원을 똑같은 부분으로 나눌 수도 있다.

- 다각형선 : 넓이가 똑같은 변이 3개인 것부터 13개인 정다각형의 각 변의 길이의 비율을 나타내는 축척이다. 정다각형의 넓이를 구하는 데에 사용된다.

- 추가선 : 같은 길이의 현을 가지는 20개의 부채꼴의 지름을 나타내는 바깥쪽에 새겨진 축척과 각 부채꼴과 같은 넓이를 가지는 정사각형의 각 변의 길이를 나타내는 안쪽에 새겨진 축척으로 이루어져 있다. 이 선은 부채꼴의 넓이를 구하는 데에 사용된다.

### 쿼드란트
- 첫째 스케일(Gunner' square) : 포탄 발사대인 대포의 정밀한 발사각도를 구하는데 사용된다.
- 둘째 스케일(Astronomical quadrant) : 바다위의 움직이는 배에서 쓰이는 쿼드란트로, 배 위에서 천체를 관측할 때 보고 있는 별이 수평선으로부터 몇도만큼 천구에 위치해 있는지 알아볼 때 사용된다
- 셋째 스케일(Scale of slopes) : 어떤 건축물이나 벽의 기울기를 측정하는데 쓰인다.
- 넷째 스케일(Shadow square) : 직접 재기 어려운 높은 건축물이나 산의 높이를 재거나 멀리 떨어진 두 장소 사이의 거리를 구하는데 쓰인다.